# Jarlinson Pantano
Jarlinson Pantano Gómez (Cali, 19 novembre 1988) è un ciclista su strada colombiano che corre per la formazione Continental colombiana della EPM.
Professionista dal 2012, ha vinto una tappa al Tour de France 2016.
Il 12 giugno 2019, dopo essere stato trovato positivo all'eritropoietina nel precedente mese di aprile, annuncia il suo ritiro dal ciclismo professionistico.
Torna a correre il 18 aprile 2023, a seguito della fine della squalifica.

## Palmarès
- 2009 (Colombia-Coldeportes, una vittoria)

5ª tappa Coupe des Nations Ville de Saguenay
- 2011 (Colombia es Pasión, una vittoria)

7ª tappa Vuelta a Colombia
- 2016 (IAM Cycling, due vittorie)

9ª tappa Tour de Suisse (La Punt Chamues-ch > Davos)
15ª tappa Tour de France (Bourg-en-Bresse > Culoz)
- 2017 (Trek - Segafredo, una vittoria)

Campionati colombiani, Prova a cronometro
- 2018 (Trek-Segafredo, una vittoria)

5ª tappa Volta Ciclista a Catalunya (Llívia > Vielha Val d'Aran)

### Altri successi
- 2007 (Under-23)

Classifica giovani Ronde de l'Isard
- 2010 (Colombia-Café de C.)

Classifica scalatori Tour de l'Avenir
- 2014 (Team Colombia)

Classifica scalatori Tour Méditerranéen Cycliste Professionnel

## Piazzamenti

### Grandi Giri
- Giro d'Italia

2013: 46º
2014: 32º
2018: 54º
- Tour de France

2015: 19º
2016: 19º
2017: 46º
- Vuelta a España

2017: 33º

### Classiche monumento
- Milano-Sanremo

2016: 32º
- Liegi-Bastogne-Liegi

2014: 56º
2015: 43º
2016: ritirato
2017: 53º
- Giro di Lombardia

2012: ritirato
2013: ritirato
2014: 56º
2015: ritirato
2016: ritirato
2017: ritirato

### Competizioni mondiali
- Campionati del mondo

Salisburgo 2005 - In linea Juniores: 100º
Spa 2006 - In linea Juniores: 66º
Spa 2006 - Cronometro Juniores: 25º
Varese 2008 - In linea Under-23: 81º
Varese 2008 - Cronometro Under-23: 50º
Richmond 2015 - Cronosquadre: 13°
Richmond 2015 - In linea Elite: ritirato
Bergen 2017 - Cronosquadre: 12º
Bergen 2017 - Cronometro Elite: 45º
Bergen 2017 - In linea Elite: 67º
- Giochi olimpici

Rio de Janeiro 2016 - In linea: ritirato